# جون كولينز (لاعب كرة قدم)
جون كولينز (بالإنجليزية: John Collins)‏ مواليد 31 يناير 1968 في إسكتلندا، هو مدرب كرة قدم إسكتلندي ولاعب سابق في مركز خط الوسط. سبق له اللعب مع نادي سلتيك. لعب مع منتخب إسكتلندا لكرة القدم والذي شارك معه في بطولة كأس العالم 1998.

## المسيرة الاحترافية

### أندية لعب لها
- نادي هيبرنيان
- نادي سلتيك
- نادي موناكو
- نادي إيفرتون
- نادي فولهام

## روابط خارجية
- جون كولينز على موقع الاتحاد الدولي (مؤرشف)  (الإنجليزية)
- جون كولينز على موقع الاتحاد الأوربي (الإنجليزية)
- جون كولينز على موقع الاتحاد الإسكتلندي (الإنجليزية)
- جون كولينز على موقع قاعدة بيانات كرة القدم.إي يو (الإنجليزية)
- جون كولينز على موقع ناشيونال فوتبول تيمز (الإنجليزية)
- جون كولينز على موقع Soccerbase.com (لاعب) (الإنجليزية)
- جون كولينز على موقع Soccerbase.com (مدرب) (الإنجليزية)
- جون كولينز على موقع عالم كرة القدم.نت (الإنجليزية)